# Espérance (Guyane)
Pour les articles homonymes, voir Espérance.
Espérance (en Kalina : Wilamila) est un village amérindien Kali'na dans la commune de Saint-Laurent-du-Maroni. Le village se situe à environ 12 kilomètres au sud de Saint-Laurent-du-Maroni sur la route de Saint-Jean-du-Maroni.

## Histoire
Environ 200 Kalinas vivaient sur Île Portal, une île du fleuve Maroni. L'île sur laquelle ils vivaient a été achetée par SCI de Provence. En 1981, ils furent expulsés de l'île et réinstallés en Espérance.
L'Espérance possède une école. Le village est accessible par une route non goudronnée. Deux entreprises sont implantées à proximité du village, et leurs poids lourds rendent la route impraticable. En 2006, la route principale menant à Saint-Jean-du-Maroni a été bloquée par les villageois. En 2020, Claire -Suzanne Poulin a été élue Yopoto (chef du village). Poulin ambitionne d'ouvrir une école du patrimoine dans le village où l'on enseigne la langue Kali'na et les traditions.